# فال سكينر
فال سكينر (بالإنجليزية: Val Skinner)‏ هي لاعبة غولف أمريكية، ولدت في 16 أكتوبر 1960 في هاميلتون في الولايات المتحدة.

## وصلات خارجية
- الموقع الرسمي
- فال سكينر على موقع رابطة لاعبات الغولف المحترفات (الإنجليزية)